# Baoshengdadi

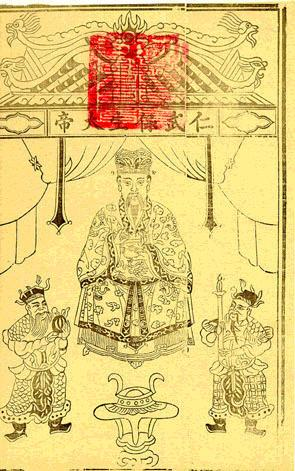
Gedrukte afbeelding van Baoshengdadi

Baoshengdadi is de daoïstische god van de geneeskunst. Deze god wordt vooral geëerd door de Minnannezen en Chaozhounezen.

## Verhaal
Op de vijftiende dag van de derde maand van de Chinese kalender in 979 werd de Minnannees Wu Tao (吳夲) geboren. Hij leefde tijdens de Noordelijke Song-dynastie. Hij overleed op de tweede dag van de vijfde maand van de Chinese kalender in 1036 toen hij in de bergen was. Hij zocht geneeskrachtige kruiden, gleed uit en viel van de berg. Wu Tao was toen achtenvijftig jaar oud. De jiaxiang van Wu is Fujiang, Quanzhou, Tongan, Mingsheng, Jishanlibaijiao (福建泉州同安明盛鄉積善里白礁村). Dit behoort heden tot Zhangzhou, Longhai, Jiaomei (漳州市龍海縣角美鎮).
De vader van Wu Tao heette Wu Tong (吳通). De moeder van Wu Tao had de familienaam Huang. Zijn ouders leefden in armoede en overleden vroeg. Wu Tao leerde op jonge leeftijd het vangen van slangen, het zoeken van geneeskrachtige kruiden, acupunctuur en het koken van medicijnensoep. Na de dood vereerden zijn dorpelingen hem als de god van de geneeskunst en bouwden de tempel Longjiao'an (龍湫庵).